# Diocèse de Bois-le-Duc
Le diocèse de Bois-le-Duc (en latin : dioecesis Buscoducensis ; en néerlandais : bisdom 's-Hertogenbosch) est une Église particulière de l'Église catholique aux Pays-Bas.
Il est suffragant de l'archidiocèse d'Utrecht. Il a été érigé en 1853 et l'on comptait en 2004 près de 1 394 382 baptisés pour 2 066 317 habitants.

## Territoire
Le diocèse de Bois-le-Duc couvre la partie orientale du Brabant-Septentrional.

## Histoire
Par la bulle Super Universas du 12 mai 1559, le pape Paul IV érige le diocèse de Bois-le-Duc aux dépens du diocèse de Liège. Il est alors suffragant de l'archidiocèse de Malines.
En 1646, le diocèse de Bois-le-Duc est supprimé.
En 1657, l'Église crée un vicariat apostolique de Bois-le-Duc.
Lors du rétablissement de la hiérarchie épiscopale aux Pays-Bas,  le pape Pie IX rétablit le diocèse de Bois-le-Duc par le bref Ex qua die du 4 mars 1853.

## Cathédrale et basiliques mineures
La basilique-cathédrale Saint-Jean de Bois-le-Duc est l'église cathédrale du diocèse et, depuis le 22 mai 1929, une basilique mineure.
La basilique Saints-Pierre-et-Paul de Boxmeer est, depuis le 25 octobre 1995, l'autre basilique mineure du diocèse.

## Ordinaires

### Évêques de Bois-le-Duc
- 1561-1570 : Frans van de Velde
- 1570-1580 : Laurentius Metsius
- 1584-1592 : Clemens Crabeels
- 1593-1614 : Ghisbertus Masius
- 1615-1625 : Nicolaas Zoesius
- 1626-1637 : Michael Ophovius
- 1641-1645 : Joseph de Bergaigne

### Vicaires apostoliques de Bois-le-Duc
- 1657-1661 : Jacobus de la Torre
- 1662-1666 : Eugeen-Albert d'Allamont
- 1671-1681 : Jadocus Houbraken
- 1681-1690 : Willem Bassery
- 1691-1701 : Martinus Stevaert
- 1701-1726 : Petrus Govarts
- 1727- : Franciscus van Ranst
- 1727- : François Louis Sanguessa
- 1728- : Johann Deurlinx
- 1731-1742 : Gisbert van der Asdonk
- 1742- : Johann van der Lee
- 1745-1756 : Martinus van Litsenborg
- 1763-1790 : Andreas Aerts
- 1790-1831 : Antonius van Alphen
- 1831-1851 : Hendrik Den Dubbelden
- 1851-1853 : Joannes Zwijsen

### Évêques de Bois-le-Duc
- 1853-1877 : Joannes Zwijsen
- 1878-1892 : Adrianus Godschalk
- 1892-1919 : Wilhelmus van de Ven
- 1919-1943 : Arnold Frans Diepen
- 1943-1960 : Willem Pieter Adrian Maria Mutsaerts
- 1960-1966 : Wilhelmus Marinus Bekkers
- 1966-1984 : Johannes Willem Maria Bluijssen
- 1985-1998 : Joannes Gerardus ter Schure
- 1998-2016 : Antonius Lambertus Maria Hurkmans
- depuis 2016 : Gerard de Korte